# Kuno von Falkenstein (General)

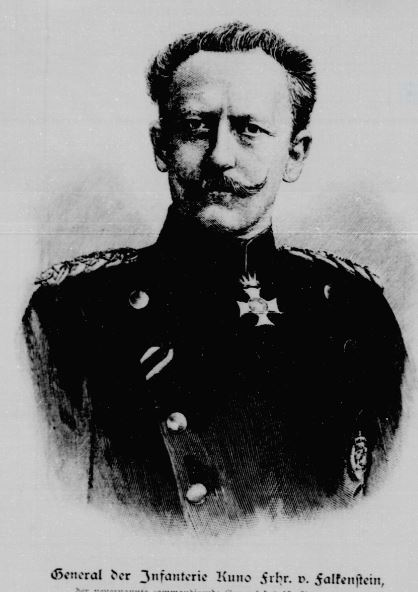
Kuno von Falkenstein

Kuno Erdmann Wilhelm Freiherr von Falkenstein (* 12. Dezember 1840 in Esslingen am Neckar; † 6. Mai 1899 in Straßburg) war ein württembergischer General der Infanterie.

## Leben

### Herkunft
Kuno entstammte der württembergischen Linie des vogtländischen Adelsgeschlechts Falkenstein. Er war der Sohn des württembergischen Oberleutnants Ludwig von Falkenstein (1803–1842) und dessen Ehefrau Emma, geborene Bardili (1814–1854). Einer seiner Cousins ersten Grades war der Verwaltungsbeamte Franz von Falkenstein. 

### Militärkarriere
Nachdem seine Eltern früh verstorben waren, besuchte Falkenstein das Lyceum in Ludwigsburg sowie das Gymnasium in Stuttgart. Er trat am 11. April 1856 in die Kriegsschule der Württembergischen Armee in Ludwigsburg ein und wurde 1859 bei der Mobilmachung anlässlich des Sardinischen Krieges als Leutnant der Artillerie zum Pionierkorps kommandiert. Ende Mai 1859 folgte seine Versetzung in das Pionierkorps. Hier avancierte Falkenstein Mitte Februar 1863 zum Oberleutnant und diente ab April 1865 als Adjutant. Am 24. April 1866 wurde er in die taktische Abteilung des Generalquartiermeisterstabes versetzt. Für die Dauer des Krieges gegen Preußen war Falkenstein im Hauptquartier des VIII. Bundeskorps tätig und nahm an den Gefechten bei Aschaffenburg, Tauberbischofsheim, Gerchsheim sowie Würzburg teil.
Nach dem Krieg stieg Falkenstein im März 1867 zum Hauptmann auf und war im Herbst zur Rekognoszierungsreise im Schwarzwald und den Bayerischen Manövern auf dem Lechfeld kommandiert. In der Zeit bis zum Beginn des Krieges gegen Frankreich war er mehrfach nach Berlin in den Großen Generalstab kommandiert und nahm an Generalstabsreisen sowie Manövern in Preußen teil. Mit der Mobilmachung kam Falkenstein 1870 in den Stab der Felddivision, nahm an den Schlachten bei Wörth, Sedan und Villiers sowie der Einschließung und Belagerung von Paris teil. Seine Leistungen wurden durch die Verleihung des Ritterkreuzes des Militärverdienstordens sowie des Eisernen Kreuzes II. Klasse anerkannt.
Nach dem Friedensschluss war Falkenstein ab dem 29. Juli 1871 auf ein Jahr zum Hohenzollernschen Füsilier-Regiment Nr. 40 kommandiert, wurde Anfang Dezember 1871 dem Generalstab aggregiert und am 16. Oktober 1872 als Kompaniechef in das 3. Infanterie-Regiment Nr. 121 versetzt. Daran schloss sich mit der Beförderung zum Major am 1. August 1873 eine Verwendung als etatsmäßiger Stabsoffizier im 2. Infanterie-Regiment („Kaiser Wilhelm, König von Preußen“) Nr. 120 an. Vom 15. Oktober 1873 bis zum 15. September 1874 war Falkenstein Flügeladjutant von König Karl. Anschließend kehrte er in den Truppendienst zurück, kommandierte das Füsilier-Bataillon im 7. Infanterie-Regiment Nr. 125 und avancierte am 3. März 1879 mit Patent vom 18. September 1880 zum Oberstleutnant. Am 8. Juli 1879 wurde Falkenstein in den Generalstab versetzt und unter Stellung à la suite zur Dienstleistung beim Großen Generalstab in Berlin kommandiert. Während dieser Zeit nahm er als Schiedsrichter an den Manövern des XI. Armee-Korps im Elsass teil. Für eineinhalb Jahre war er dann ab Mitte Januar 1880 zur Dienstleistung beim Generalkommando des III. Armee-Korps kommandiert. Mit den Kompetenzen eines Abteilungschefs wurde Falkenstein dann zum Chef des Generalstabes dieses Korps ernannt. 1883 wohnte er den französischen Manövern des 7. und 8. Korps bei. Falkenstein wurde Ende April 1884 Oberst und am 23. September 1885 zum Kommandeur des Leib-Grenadier-Regiments (1. Brandenburgisches) Nr. 8 ernannt. Am 4. August 1888 beauftragte man ihn dann mit der Führung der 9. Infanterie-Brigade in Frankfurt (Oder), bis er schließlich am 22. August zum Generalmajor befördert und zum General à la suite des Württembergischen Königs ernannt wurde.
Unter Enthebung von seinem Kommando nach Preußen kehrte Falkenstein am 23. September 1888 nach Württemberg zurück und kommandierte bis zum 17. November 1890 die 52. Infanterie-Brigade (2. Königlich Württembergische) in Ludwigsburg. Anschließend unter Belassung in seiner Stellung à la suite des Königs zum Generalleutnant befördert, wurde er vom 24. November 1890 bis zu seiner Verwendung als Divisionskommandeur in das Kriegsministerium kommandiert. Am 14. Januar 1891 folgte seine Kommandierung nach Preußen zur Übernahme der 3. Division und drei Tage später trat er seinen Posten in Stettin an. Von diesem Kommando wurde Falkenstein am 7. Juli des Folgejahres entbunden und zum diensttuenden Generaladjutanten von König Wilhelm II. ernannt. Er verlieh ihm am 2. Dezember 1894 das Komturkreuz des Militärverdienstordens. Unter Belassung in dem Verhältnis als Generaladjutant erfolgt am 4. April 1896 eine erneute Kommandierung nach Preußen. Mit diesem Datum wurde Falkenstein zum Kommandierenden General des XV. Armee-Korps ernannt und am 18. April 1896 zum General der Infanterie befördert. In dieser Stellung wurde ihm am 22. Mai 1898 das Großkreuz des Roten Adlerordens mit Eichenlaub verliehen. Falkenstein verstarb an einer Nierenkolik, nachdem er mit dem Kaiser eine Parade des Korps abgehalten hatte.

### Familie
Falkenstein hatte sich am 3. Juni 1875 mit Mathilde Gräfin zur Lippe-Biesterfeld-Falkenflucht (1856–1921) verheiratet. Die Tochter Elsa (* 1881) war Hofdame der Herzogin zu Württemberg.